# Cuvier (Jura)
Cuvier – miejscowość i gmina we Francji, w regionie Burgundia-Franche-Comté, w departamencie Jura.
Według danych na rok 1990 gminę zamieszkiwało 201 osób, a gęstość zaludnienia wynosiła 19 osób/km² (wśród 1786 gmin Franche-Comté Cuvier plasuje się na 545. miejscu pod względem liczby ludności, natomiast pod względem powierzchni na miejscu 402.).